# 1960年内部安全法令
1960年内部安全法令（英語：Internal Security Act 1960），简称内安法令（ISA）。此法令的前身为1948年紧急条例（Emergency Regulations），其原來的功能是为了对付当时组织武装斗争和游击战的马来亚共产党和砂拉越共產黨党员。由于当时马共和遠在東馬來西亞地區的共產黨多从事地下活动，英国殖民政府要收集证据对付他们往往是件困难的事，因此就实施内安法令，允许执法者在未经审讯的情况下扣留任何“危害国家安全”的人。內安法令的宗旨是：“由于国內外，有大批人士已採取行动，並且威胁进一步行动：1.对人命和财物进行有组织的暴力行动，同时也使到为数相当多的公民担忧这类有组织的暴力会发生；2.以不合法手段，设法改换马来西亚的合法政府，而这些行动危害到马来西亚的安全，国会认为有必要阻止或预防这类行动发生，所以，根据《马来西亚联邦宪法》第149条，通过了这项法令。”

## 历史背景

### 馬來亞
1948年，马来亚共产党放弃了和平斗争，转而在全马来半岛的原始森林向英殖民统治者展开武装斗争，进行游击战。英殖民统治者为了应付这场游击战争，颁布《1948年紧急条例法令》（Emergency Regulations Ordinance 1948），宣布全国进入马来亚紧急状态。紧急状态实施了12年，至1960年7月31日才正式解除，不过此时马共的游击战争仍未结束。为了应付这场持久的游击战，在紧急状态结束的第二天（1960年8月1日）《内安法令》就开始正式生效。1960年6月21日，副首相兼内政部长敦阿都拉萨（Tun Abdul Razak Husain）曾在国会中表明，《内安法令》的通过是为了应付共产党的颠覆活动。

### 砂拉越與北婆羅洲
1950年代砂拉越青年逐漸從中華人民共和國留學回國，並且將共產主義的種子扎根在砂拉越。而在後期也開始成立砂拉越解放同盟，之後並領導工廠和學校發動學運和工運。後發展為北加里曼丹解放同盟和砂拉越人民聯合黨，而在1962年隨著汶萊人民黨在英屬汶萊煽動汶萊起義後。翌年英殖民政府在全砂展開大取締，同年3月30日砂盟宣佈成立砂拉越人民游擊隊並且與當局（至後來的砂拉越政府）展開持續27年的武裝鬥爭。同年9月16日加入馬來西亞後頒布了該法令，其主要目的是打擊在砂拉越的共產黨活動。以此而達到打擊砂共武裝分子企圖分裂馬來西亞聯邦與砂拉越獨立的武裝行徑。

## 内容
《1960年内部安全法令》由4个部分组成，其中包含85个条文和3个附表（包括21个修订）。
- 第一部分：初步
- 第二部分：有关内部安全的一般规定
  - 第一章：禁止具有政治或准军事性质的组织和协会以及制服等。
  - 第二章：预防性拘留的权力
  - 第三章：与颠覆性出版物等有关的特殊权力
  - 第四章：娱乐和展览的控制
  - 第五章：防止颠覆的其他权力
  - 第六章：杂项
- 第三部分：与安全区有关的特别规定
  - 第一章：颁布安全区
  - 第二章：与维护公安有关的权力
  - 第三章：与安全区有关的犯罪
  - 第四章：警察和其他人的权力
  - 第五章：总则
  - 第六章：制定法规的权力
- 第四部分：杂项规定
- 附表

## 争议

### 内安法令权限
内安法令最大权限为不须经过审讯，不必在公开法庭证明某人有罪，就可以长期扣留此人。根据內安法令第73条文，任何被怀疑危害国家安全的人，都可以被警方扣留达60天，警方不需要有扣留令。根据第8条文，在內政部长的授权下，犯人可以被继续延长扣留兩年，每次兩年届满的扣留期限又可无期限地更新或延续下去。而在內安法令下被扣留者，也可以每兩年一次向內安法令检讨局提出上诉，要求释放。

### 内安法令的变质

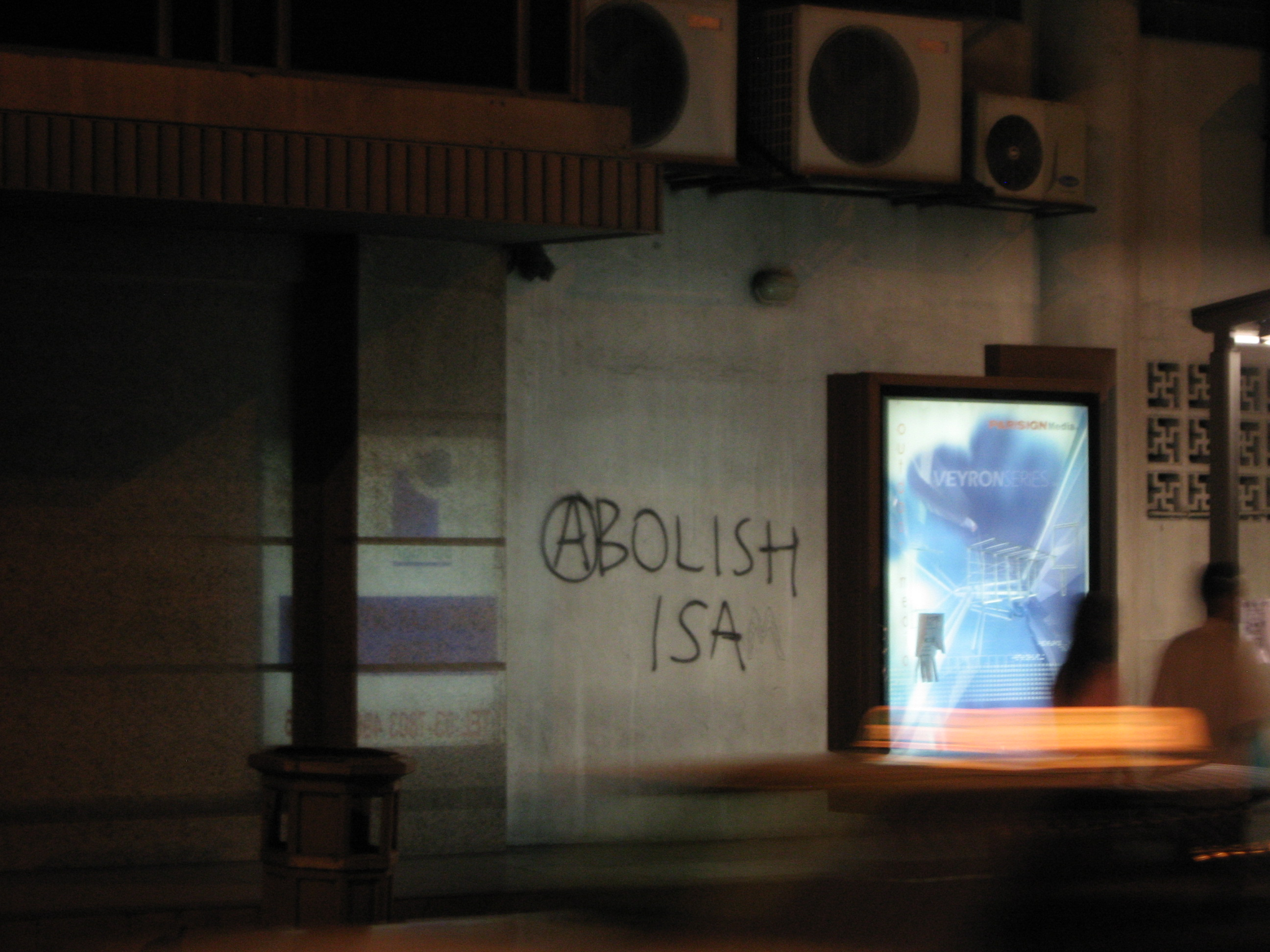
吉隆坡街頭塗鴉主張廢除《內部安全法令》

70年代，马来西亚来自马来亚共产党的威胁显著減少。70年代末期，內安法令的用途从对付马共分子延伸出去，主要目标是警方难以获取证据控上法庭判罪的犯罪分子，包括流氓和私会党员。遭內安法令扣留的人士，大多为伪造护照和身份证人士，以及不遵守回教中心的指南进行传教的回教团体，和一些激进的宗教主义者。
2008年9月12日，拉惹柏特拉被马来西亚内安法令扣留，根据时任马来西亚内政部长赛哈密的说法，扣留原因是因为拉惹柏特拉屡劝不听，当局已经援引各种法令逮捕和调查他，但是拉惹柏特拉却依然故我，抵触种族关系紧张的底线。目前拉惹柏特拉已获保释，但行踪不明。
2008年9月12日，民主行动党议员郭素沁和《星洲日报》记者陈云清亦在内安法令下被扣留。

## 废除
2011年9月15日，马来西亚日前夕，政府宣布将向国会提案废除马来西亚内安法令，被质疑是派糖果之举，因为马来西亚国会下议院第13届选举随时降临。
2012年4月17日，国会正式通过新的《2012年国家安全罪行（特别措施）法令》（国安法）以取代《1960年内安法令》，并于6月18日呈交最高元首御准，6月22日在宪报上正式公布。实施了52年的内安法令正式走入历史。
虽然如此，安华等反对党议员及不少民间团体仍质疑：新的国安法虽保障人们不会因政治异见而被拘捕，但仍赋予警方未审先扣的权力，司法影响则相对有限，是换汤不换药之举，而前法官诺阿都拉等则认为，国安法所罗列的罪行相对明确，不必担忧被扩大滥用。